# Parallellogramwet

Een parallellogram. De zijden in het blauw en de diagonalen in het rood weergegeven.

In de wiskunde behoort de eenvoudigste vorm van de parallellogramwet tot elementaire meetkunde. Zij stelt dat de som van de kwadraten van de lengtes van de vier zijden van een parallellogram gelijk is aan de som van de kwadraten van de lengtes van de twee diagonalen. Met behulp van de notatie in het diagram aan de rechterkant zijn de zijden {\displaystyle AB,\,BC,\,CD,\,DA}. Maar aangezien in de euclidische meetkunde in een parallellogram de twee tegenoverliggende zijden noodzakelijkerwijs aan elkaar gelijk zijn, zodat {\displaystyle AB=CD} en {\displaystyle BC=DA}, kan de parallellogramwet worden geformuleerd als
{\displaystyle 2AB^{2}+2BC^{2}=AC^{2}+BD^{2}}
In het geval dat het parallellogram een rechthoek is, zijn de twee diagonalen van gelijke lengte {\displaystyle AB=BD}, 
{\displaystyle 2AB^{2}+2BC^{2}=2AC^{2}}
en reduceert deze bewering tot de stelling van Pythagoras. Voor de algemene vierhoek met vier zijden die niet noodzakelijkerwijs aan elkaar gelijk zijn geldt,
{\displaystyle AB^{2}+BC^{2}+CD^{2}+DA^{2}=AC^{2}+BD^{2}+4x^{2}}
waarin {\displaystyle x} de lengte is van het lijnstuk dat de middens van de diagonalen verbindt. Voor een parallellogram kan uit het diagram worden afgeleid dat {\displaystyle x=0}, in welk geval de algemene formule reduceert tot de parallellogramwet.

## De parallellogramwet in inwendig-productruimten

Vectoren betrokken bij de parallellogramwet.

In een genormeerde ruimte is de formulering van de parallellogramwet een vergelijking die de normen aan elkaar relateert:
{\displaystyle 2\|x\|^{2}+2\|y\|^{2}=\|x+y\|^{2}+\|x-y\|^{2}}
In een inwendig-productruimte wordt de norm bepaald door gebruik te maken van het inwendig product:
{\displaystyle \|x\|^{2}=\langle x,x\rangle }
Als een gevolg van deze definitie is de parallellogramwet in een inwendig-productruimte een algebraïsche identiteit, wat gemakkelijk kan worden vastgesteld door gebruik te maken van de eigenschappen van het inwendig product:
{\displaystyle \|x+y\|^{2}=\langle x+y,x+y\rangle =\langle x,x\rangle +\langle x,y\rangle +\langle y,x\rangle +\langle y,y\rangle }
{\displaystyle \|x-y\|^{2}=\langle x-y,x-y\rangle =\langle x,x\rangle -\langle x,y\rangle -\langle y,x\rangle +\langle y,y\rangle }
Het optellen van deze twee uitdrukkingen geeft:
{\displaystyle \|x+y\|^{2}+\|x-y\|^{2}=2\langle x,x\rangle +2\langle y,y\rangle =2\|x\|^{2}+2\|y\|^{2}}
Als {\displaystyle x} loodrecht op {\displaystyle y} staat, is {\displaystyle \langle x,y\rangle =0} en geeft de bovenstaande vergelijking voor de norm van een som:
{\displaystyle \|x+y\|^{2}=\langle x,x\rangle +\langle x,y\rangle +\langle y,x\rangle +\langle y,y\rangle \ =\|x\|^{2}+\|y\|^{2}}
wat de stelling van Pythagoras impliceert.